# イリノイ州議会
イリノイ州議会（英語:The Illinois General Assembly）は、アメリカ合衆国イリノイ州の立法府である。両院制で、下院と上院から構成される。1818年に採択された最初の州憲法によって設立された。議会はスプリングフィールド のイリノイ州会議事堂で開かれる。会期中の法律は通常、両院の可決とイリノイ州知事の同意によって採択される。採択された、これらの法律はイリノイ州法として発行される。
エイブラハム・リンカーンとバラク・オバマの2人のアメリカ合衆国大統領は、それぞれイリノイ州議会下院とイリノイ州議会上院で政治家としてのキャリアをスタートさせた。

## 歴史
イリノイ州議会は、1818年に採択された最初の州憲法によって創設された。当初、州には組織的な政党はなかったが、1830年代に民主党とホイッグ党が結成され始めた。
後にアメリカ大統領となるエイブラハム・リンカーンは、1834年にホイッグ党員として州議会議員選挙に立候補し、当選した。リンカーンは1834年から1842年までイリノイ州下院議員を4期務め、参政権の拡大と経済の発展を支持した。共和党は、1856年5月29日にイリノイ州ブルーミントンのメジャーズホールで開催された会議で結成された。その創設メンバーはイリノイ州の元ホイッグ党員から出ており、そのメンバーは、1848年にジェームズ・ハッチンソン・ウッドワースを市長に選出したシカゴの独立民主党運動など、いくつかの強力な地元の政治派閥が加わった。
リンカーンが大統領に選出された1860年の選挙で、イリノイ州でも共和党員が知事と議会の多数派に選出された。しかし南北戦争の影響によって、1861年には州議会の多数派は民主党に戻った。民主党主導の議会は、州の戦費支出やイリノイ州軍の待遇を調査したが、政治的な成果はほとんど得られなかった。彼らはまた、「カッパーヘッド憲法」の異名を持つ新州憲法の制定に取り組んだ。カッパーヘッドは、南北戦争に反対して、奴隷州との和解を求めた北部の民主党員という意である。この憲法はイリノイ州南部の代表権を増やし、銀行業務と紙幣の流通を抑制する条項を含むものであった。有権者は、黒人による入植、投票、役職就任の禁止を除く、憲法の各条項を否決した。イリノイ州の民主党指導者スティーブン・A・ダグラスが態度を変え、リンカーンを全面的に支持するようになるまで、民主党は戦争への取り組みに懐疑的であった。
1862年の選挙では民主党が圧勝した。彼らはイリノイ州下院で連邦政府の戦争遂行を非難し、即時休戦と講和条約を求める決議を可決し、共和党員の知事は州史上初めて議会を一時停止することになった。
1864年、共和党が州議会の多数派となり、リンカーンが暗殺された時点で、イリノイ州は強固な共和党州となっていた。
1877年、ジョン・W・E・トーマスがアフリカ系アメリカ人として初めて議員に選出された。女性として初めて議会の議員となったのは、ロティ・ホルマン・オニールで、1922年のイリノイ州議会選挙のこととなる。
後のアメリカ合衆国大統領であるバラク・オバマは、1996年にイリノイ州上院議員に選出され、2004年に合衆国上院議員に当選するまで務めた。

### 議会の規模
州議会の規模は時とともに変化してきた。1818年に選出された最初の州議会は、14人の上院議員と28人の下院議員で構成されていた。1818年と1848年のイリノイ州憲法では、議会はいつでも選挙区の追加や再配分を行うことができ、実際に1870年までに10回もの選挙区の追加や再配分が実施された。1870年のイリノイ州憲法では、イリノイ州は51の選挙区に分割され、各選挙区で上院議員1人と下院議員3人が選出された。下院議員は累積投票で選出された。各有権者は3票を持ち、1人、2人、または3人の候補者に票が配分された。
イリノイ州南部は成長を続けるシカゴ地域に権力を譲ることを望まなかったため、1901年から1955年まで選挙区の境界線は再描画されなかった。
1954年に有権者が議会配分の修正案を承認した後、上院は58の選挙区、下院は59の選挙区となった。この新しい取り決めは「小さな連邦」制度として考えられた。上院の選挙区は土地面積に基づいて州南部に有利となる一方、下院の選挙区は人口に基づいて決定される。下院議員は引き続き累積投票によって選出され、各下院選挙区から 3 名ずつ選出された。1970年のイリノイ州憲法の採択により、上院と下院の別々の選挙区制度は廃止され、立法区は1人1票の原則に基づいて配分された。州は59の選挙区に分割され、各選挙区から1名の上院議員と 3 名の下院議員が選出された。
累積投票制度は 1980年の削減修正により廃止された。それ以来、下院議員は59の上院選挙区を半分ずつに分割して形成された118の小選挙区から選出されている。各上院議員は2人の下院議員と「提携」している。

## 議員の任期
下院議員の任期は2年で、任期制限はない。
上院議員は、10年ごとに4年間の任期を2回、2年間の任期を1回務める。上院議員の選挙は、国勢調査のたびに行われる連邦議会の区割り変更に反映される。議員の完全な入れ替わりを防ぐため（国勢調査を挟んだ場合を除く）、上院議員全員が同時に選出されることはない。上院議員の任期のサイクルは時差式で、2年任期となる期間は選挙区によって異なる。各選挙区の任期は2-4-4、4-2-4、または4-4-2と定められている。下院議員同様、上院議員も任期制限なしで選出される。

## 役職
議会の役員は偶数年の初めに選出される。下院議員は、議会内の多数党から選出された下院議長と下院仮議長を選出する。下院は、イリノイ州州務長官が招集し、下院本会議の開会と指導者の投票を監督する。上院議員は、州知事の監督下で、上院議長を議員の中から選出する。
1970年に現行のイリノイ州憲法が採択されて以来、イリノイ州副知事は上院議長のような立法職を務めておらず、その職権は他の職務に移譲されている。
イリノイ州監査役（Auditor General）は、議会によって任命された立法役員であり、すべての州支出について合法性を審査する。

## 会期と議員要件

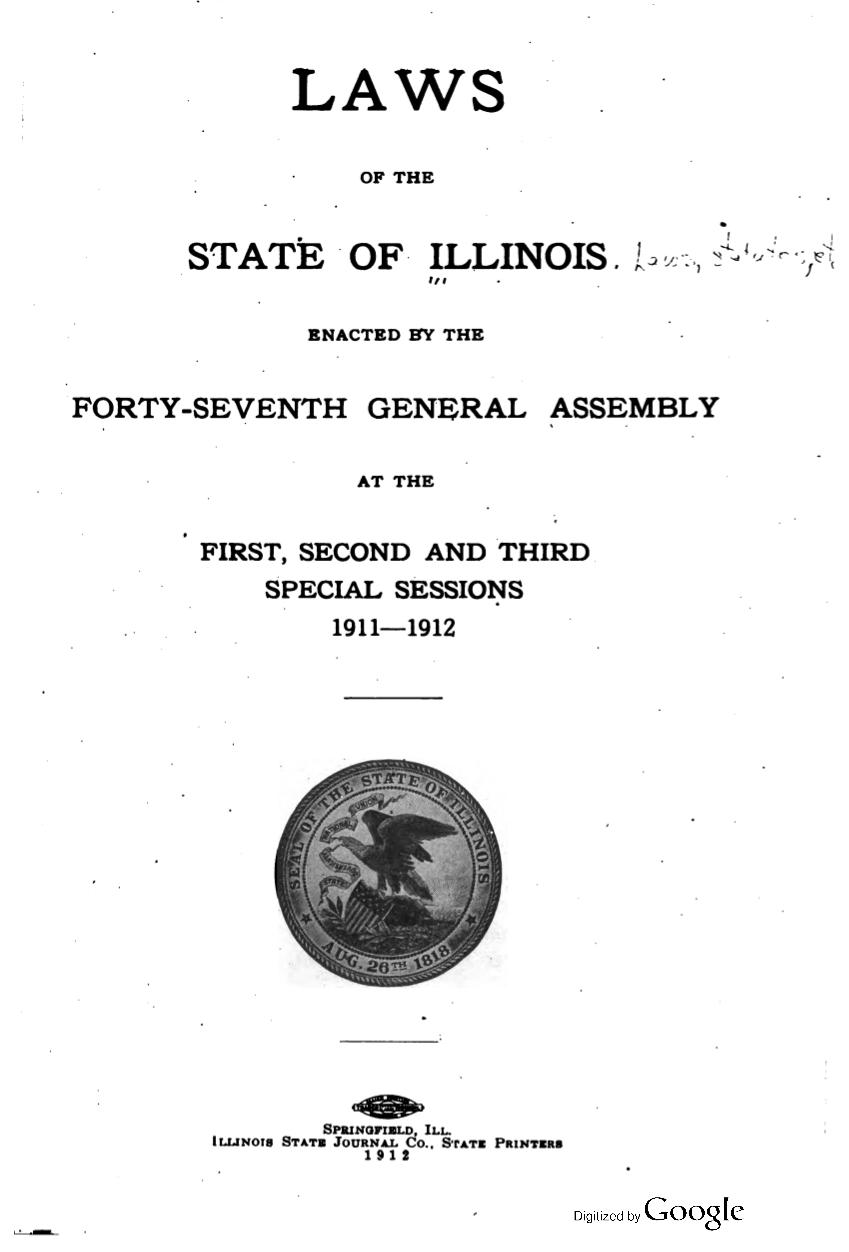
イリノイ州法の表紙

議会の開会日は、毎年1月の第2水曜日である。下院は議長が選出されるま州務長官が、上院は議長が選出されるまで州知事が議長を務める。両院はまた、少数党院内総務を第2党の議員の中から選出しなければならない。
いずれかの院で議員を務めるには、米国市民であり、かつ21歳以上で、選挙または任命前の2年間、選挙区の住民でなければならない。
区割り変更後の総選挙において、いずれかの会派の候補者は、区割り変更時に居住していた地区の一部を含む地区から選出されることができ、再選される前の18カ月間、新しい選挙区の居住者であれば再選されることができる。

### 制限事項
議会の議員は他の公職に就いたり、知事から任命されたりすることはできず、在任中に給与が増額されることもない。

## 欠員時の対応
議員が辞職したり、死亡したり、除名されたり、他の役職に任命されたりすることにより、議会の議席が空席になることがある。イリノイ州憲法では、空席が生じた場合、30日以内に任命によって補充しなければならない。上院の議席が、その議席の次の総選挙の28ヶ月以上前に空席となった場合、次の総選挙で選挙が行われる。
知事は、議会で可決された法案に対して、全面的拒否権、修正的拒否権、そして歳出に限っては項目別拒否権と削減拒否権という4つの異なる方法で拒否権を行使できる。これらの拒否権は、アメリカの州知事としては異例の多さである。項目別拒否権は1884年にイリノイ州憲法に追加された。改正拒否権と削減拒否権は、1970年憲法で新たに追加された。
法令により、議会は、州の行政機関が提案する緊急規制を含む規制を阻止する権限を持っている。この権限は現在、行政規則合同委員会（JCAR）が行使している。JCARは上下両院から同数、各政党から同数の12名で構成されている。JCARは5分の3以上の賛成で規則案を阻止することができる。その後、議会は両院の共同決議によって阻止を撤回することができる。
JCARは1978年に初めて設立され、諮問権限のみが与えられていた。1980年、議会はJCARに行政規則を180日間、一時的に阻止または停止する権限を与えた。2004年9月、議会はこの一時的な停止権限を永久拒否権に拡大した。イリノイ州憲法は立法による拒否権を規定していないため、この取り決めの合憲性が疑問視されている。